# Lovagok utcája
A Lovagok utcája (görög nyelven Odosz Ippoton) Rodosz világörökségi óvárosának egyik főutcája, nagy részét eredetileg a johannita lovegrend építtette.

## Leírása
A Lovagok utcája Rodosz óvárosának a polgárvárostól (Chora vagy Burgo) is fallal elválasztott belső részének, a Collachiumnak a fő utcája, amely mentén a lovagok különböző nyelvi közösségeinek közös épületei, az úgynevezett fogadók épültek. A kelet-nyugati irányú, hat méter széles utcát két helyen is épület-híd íveli át. Nyugati vége a Nagymesteri palota előterében van. A középkorban itt volt a nagymesteri palotával szemben a lovagrend névadó szentjének a temploma, a Szent János katedrális. Ez a templom és az azt a palotával összekötő oszlopsor, valamint magának a palotának a nagy része 1856. november 10-én éjjel pusztult el, amikor villám csapott az épületegyüttesbe és a törökök által ott tárolt lőpor felrobbant. A 20. század első felében, az olasz uralom során ennek a templomnak a mását régi rajzok alapján a Mandraki kikötő közelében építették fel, ez ma az Evangeliszmosz katedrális.
A Lovagok utcáján kelet felé haladva, a déli oldalon található a spanyol fogadó, ahol a katalán és kasztíliai nyelvek lovagi közösségeinek helyiségei voltak. Az utca másik oldalán helyezkedett el a provanszál nyelv fogadója. Ez az épület már az 1481-es nagy földrengésben összeomlott, utána 1518-ig tartott a helyreállítás. Az 1522-es ottomán hódítás után fürdőnek építették át. 1935-40 között az olaszok lebontottak róla minden török kori bővítményt, és meglehetősen önkényesen, egy általuk elképzelt lovag-kori állapotban építették újjá. A bejárat feletti márvány címer-együttes nagyrészt eredeti, tartalmazza a provanszál nyelvi közösség címerét, Franciaország korabeli címerét, valamint Fabrizio del Carretto nagymester és Francis Flote lovag címereit.
Az utca északi oldalának legszebb épülete az 1492-ben emelt francia fogadó, amelynek bejáratát Pierre d’Aubusson és Philippe de Villiers de L’Isle-Adam nagymesterek címerei ékesítenek. A déli oldal nevezetes épülete Dzsem herceg háza, ahol a hagyomány szerint d’Aubusson nagymester látta vendégül II. Bajazid oszmán szultán fivérét és vetélytársát, Dzsem herceget.
Az utca alsó, keleti végén az északi oldalon áll az olasz nyelv 1519-ben épült fogadója, ami viszonylag kis méretű a Rodoszon szolgált olasz lovagok számához viszonyítva. A bejárat felett itt is látható Del Carretto nagymester címere. Az épületben ma az olasz tiszteletbeli konzulátus található. Vele szemben, az utca déli oldalán a korabeli kórház, a jelenlegi Rodoszi Archeológiai Múzeum épületének északi fala áll.

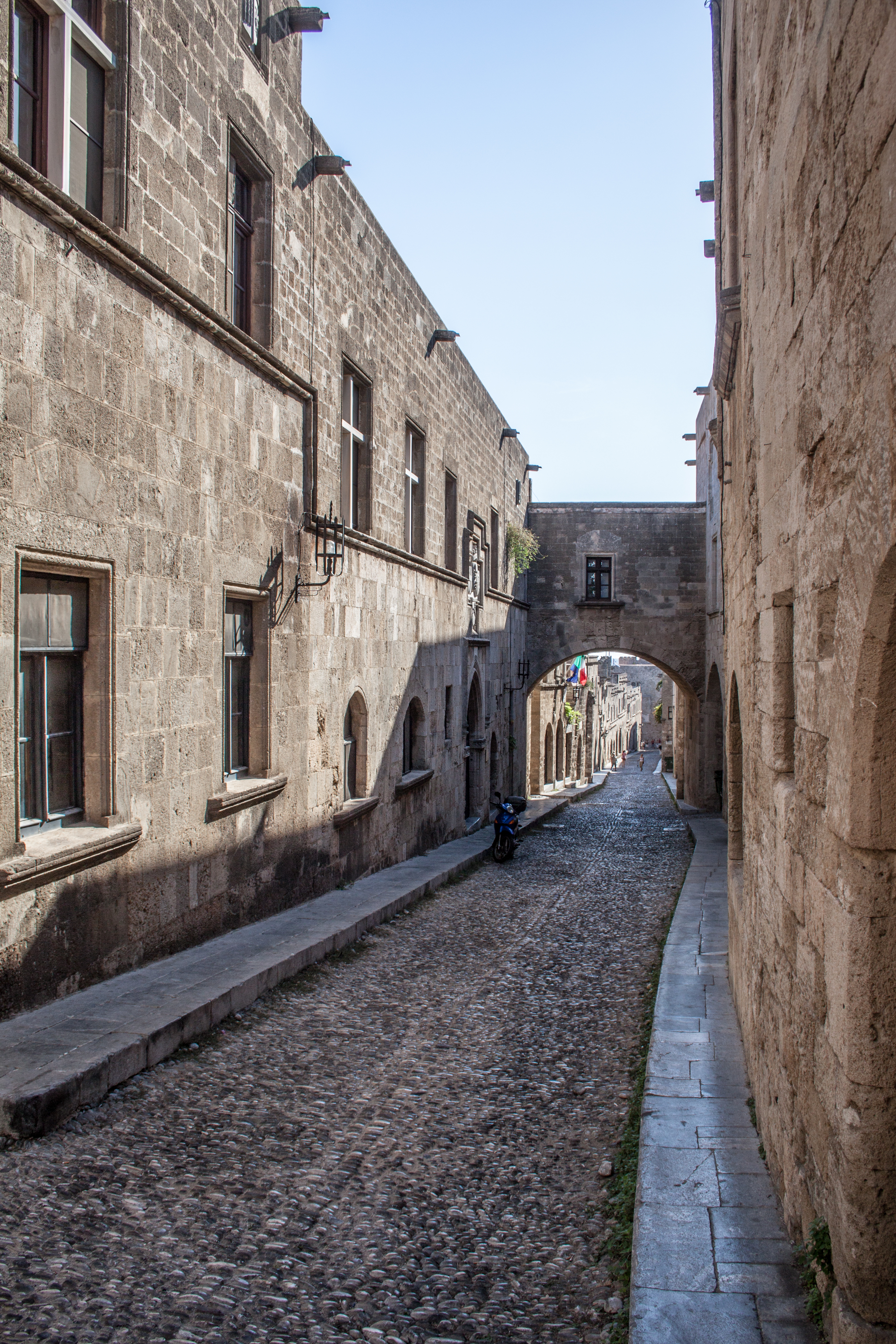
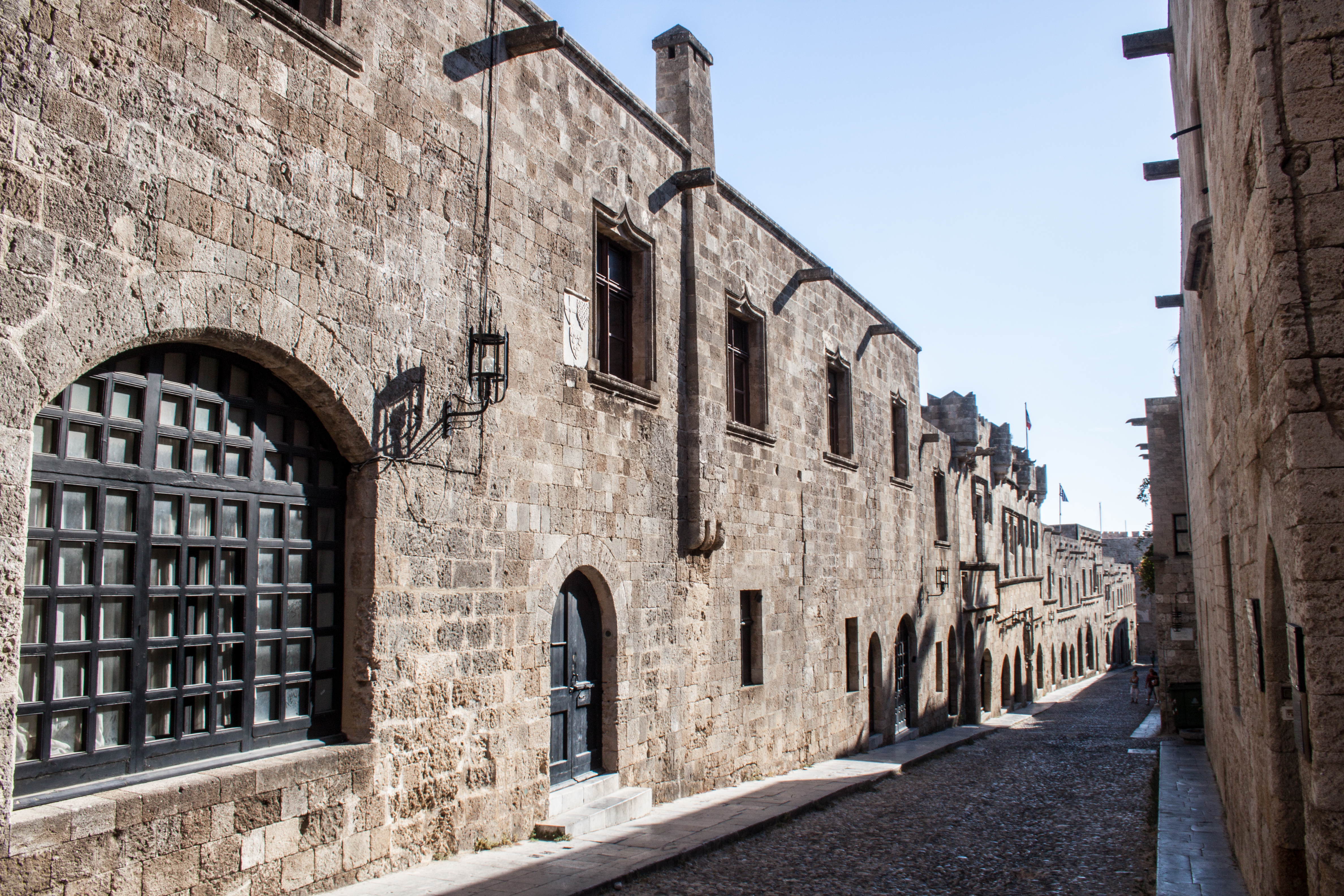
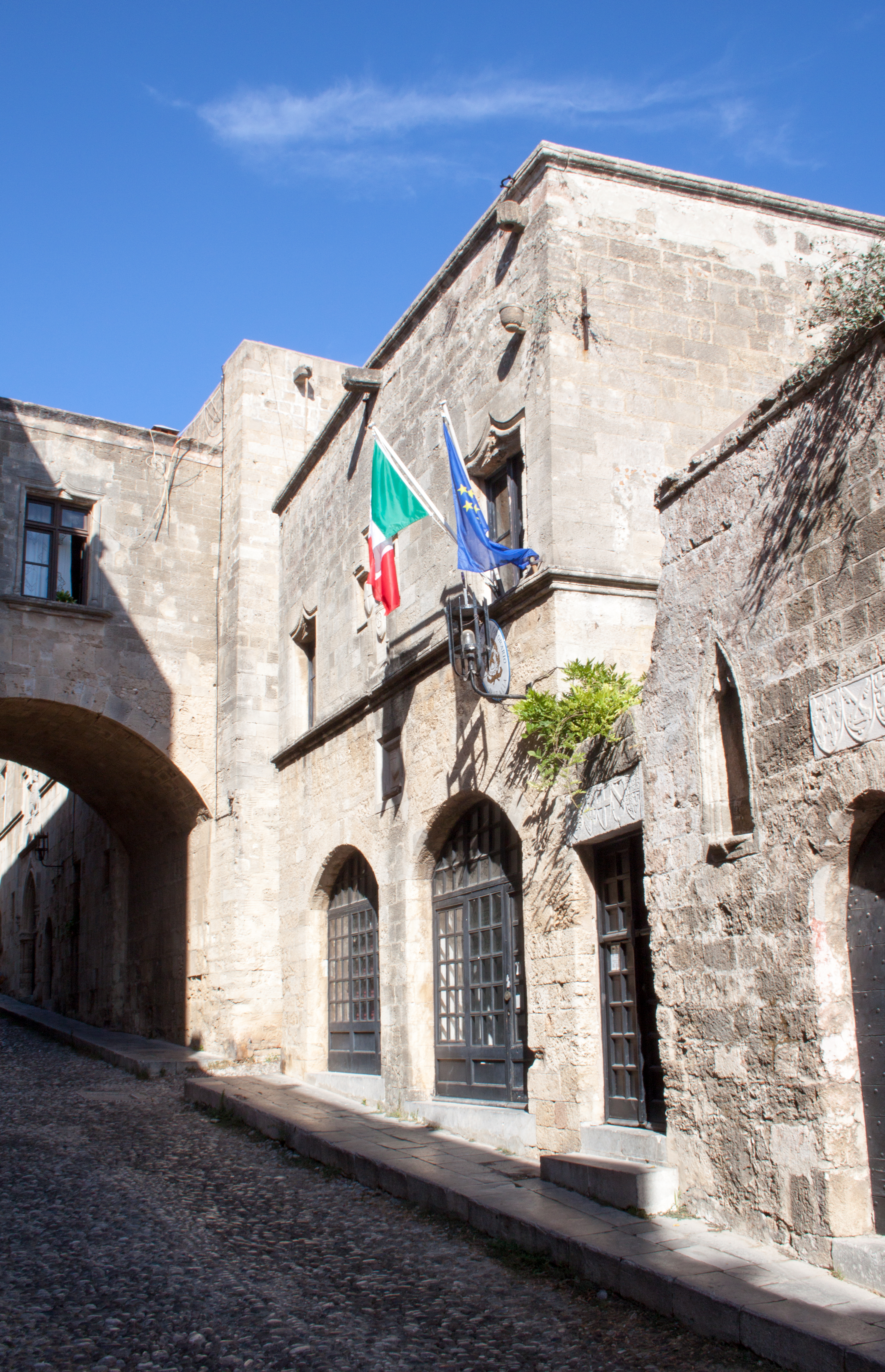
Az „olasz nyelv fogadója”
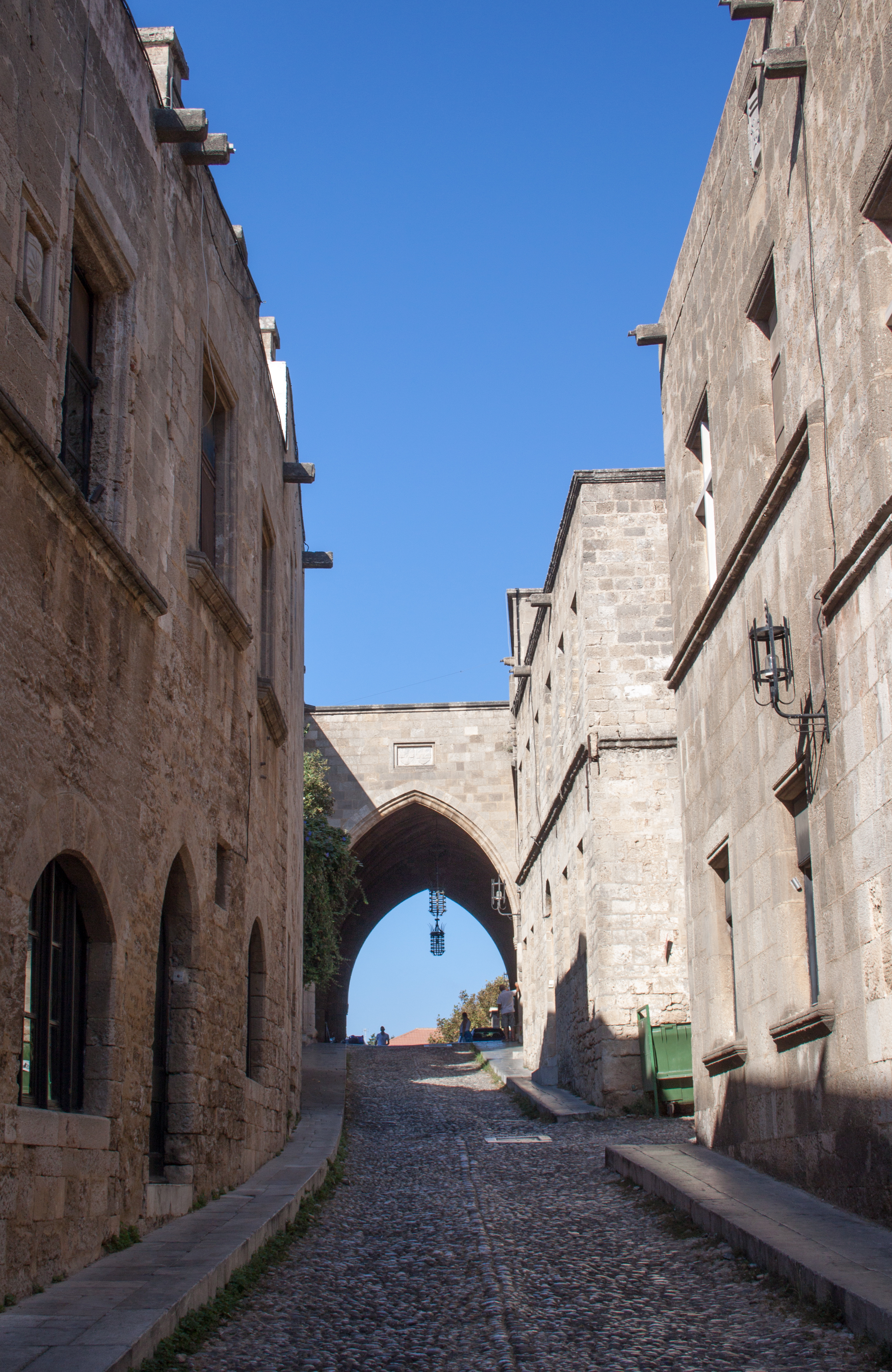
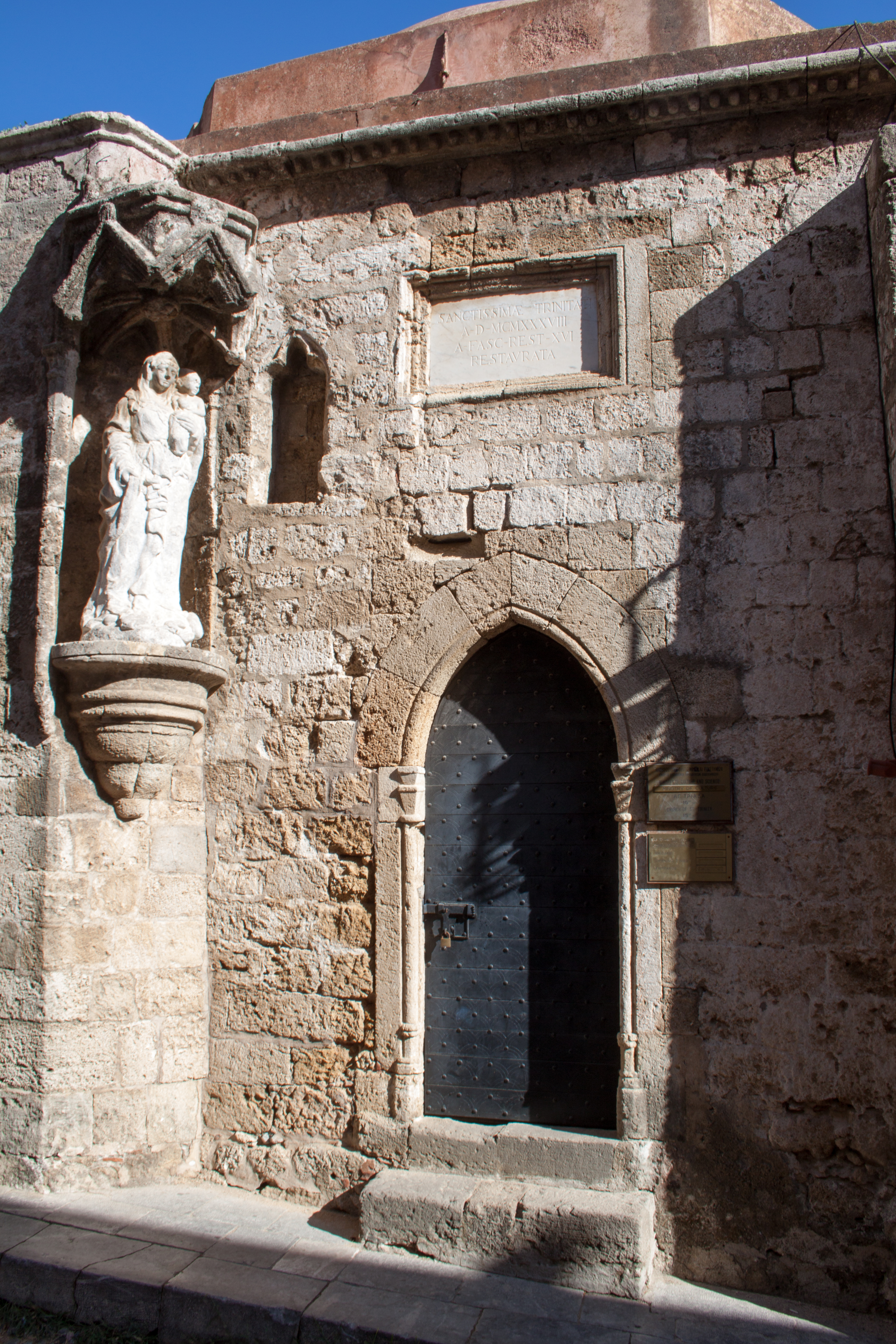
A Szentháromság-templom bejárata
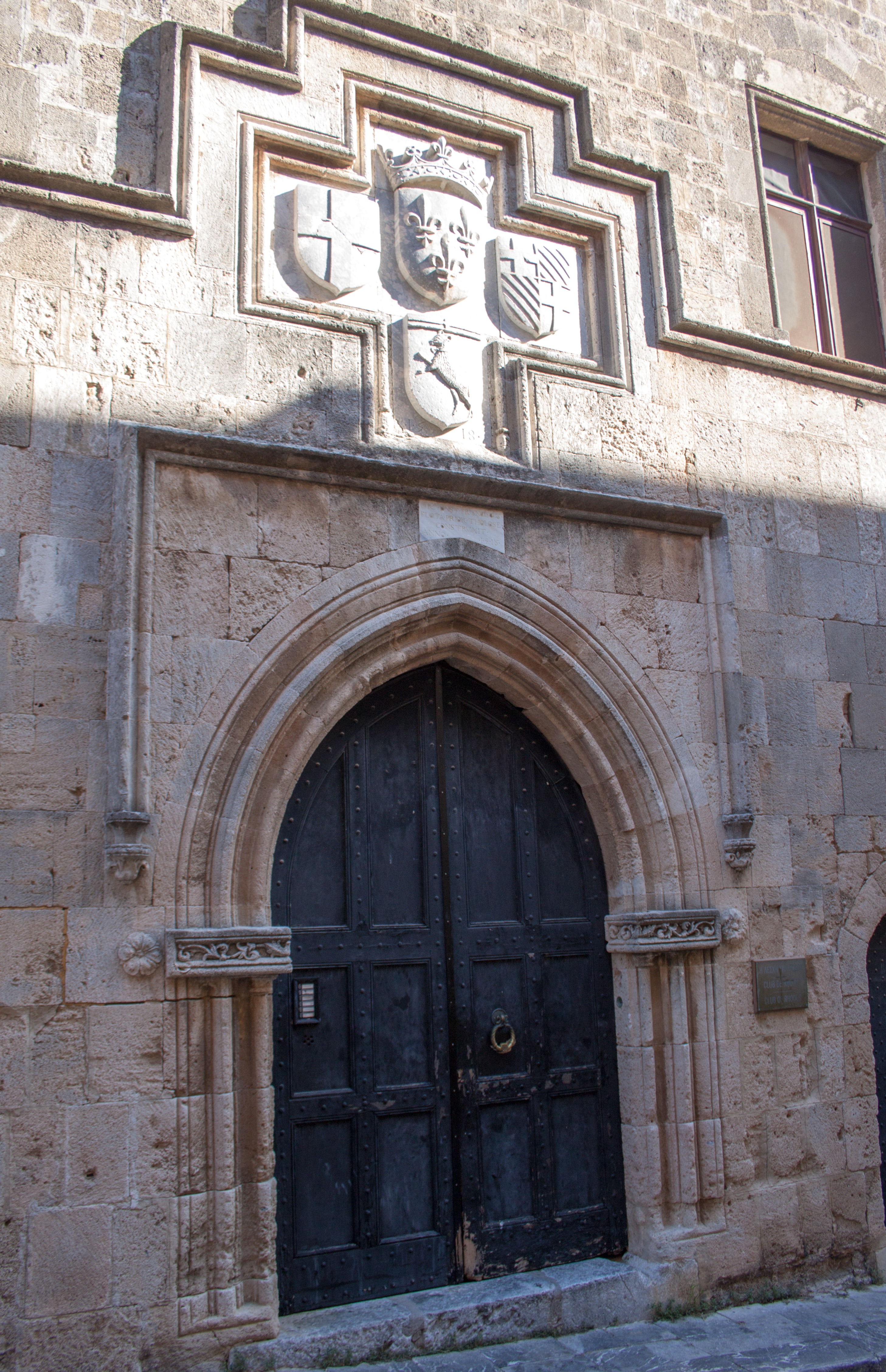
A provanszál „fogadó” bejárata
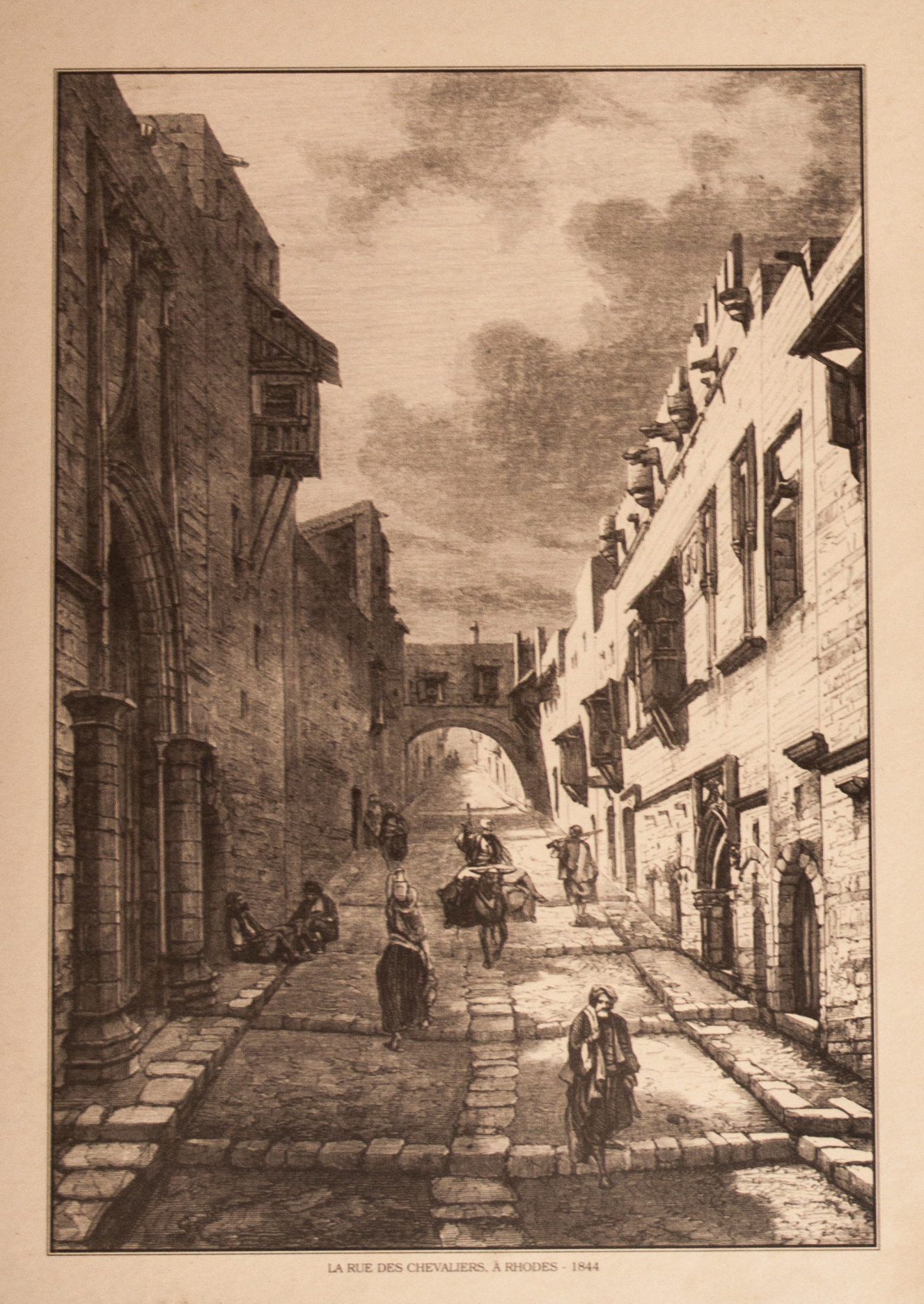
Az utca látképe 1844-ből